# Nicholas Serota
Sir Nicholas Andrew Serota (Londra, 27 aprile 1946) è uno storico dell'arte e curatore di arte contemporanea britannico.

## Biografia
È stato direttore della  Whitechapel Art Gallery, a Londra, e del The Museum of Modern Art, Oxford, prima di diventare direttore della Tate Gallery nel 1988. È presidente della giuria del Turner Prize jed è l'ideatore della Tate Modern, che ha aperto nel 2000.

## Pubblicazioni
- Esperienza o interpretazione. Il dilemma del museo d'arte moderna, Edizioni Kappa, Roma 2002, pp. 79. ISBN 88-7890-458-9